# مرموط ألبي
مرموط ألبي أو مرموط أو فأر الجبل(الاسم العلمي:Marmota marmota) (بالإنجليزية: Alpine marmot)‏ هو نوع من الحيوانات يتبع جنس المرموط من فصيلة سنجابية.